# Tamara Grujevska
Tamara Grujeska (Macedònic: Тамара Грујеска; Gòstivar 2 de desembre de 2010) és una cantant macedònia. Representà Macedònia del Nord al Festival de la Cançó d'Eurovisió Júnior 2023 amb la cançó Kaži Mi, Kaži Mi Koj.

## Discografia

### Solters
| Títol                  | Any  | Àlbum                                        |
| ---------------------- | ---- | -------------------------------------------- |
| “Imam sila”            | 2022 |                                              |
| “Kaži mi, kaži mi koj” | 2023 | Festival de la Cançó d'Eurovisió Júnior 2023 |